# Rubus khasianus
Rubus khasianus är en rosväxtart som beskrevs av Jules Cardot. Rubus khasianus ingår i släktet rubusar, och familjen rosväxter. Inga underarter finns listade i Catalogue of Life.